# Iain Gordon
Pour les articles homonymes, voir Gordon.
Iain Gordon est un mathématicien britannique, actuellement professeur de mathématiques et directeur de l'école de mathématiques à l'université d'Édimbourg. Ses recherches portent sur la théorie des représentations et l'algèbre non commutative.

## Formation et carrière
Gordon étudie les mathématiques en premier cycle à l'université de Bristol (1991-1994), suit la partie III du Tripos (en) au Magdalene College de l'université de Cambridge (1994-1995) puis soutient son doctorat avec une thèse intitulée Representations of quantised function algebras at roots of unity à l'université de Glasgow sous la direction de Kenneth Brown (en) (1995-1998). Il reçoit une bourse Seggie Brown à Édimbourg (1998-1999), devient post-doctorant à l'université de Bielefeld, à l'université d'Anvers et au MSRI de Berkeley (1999-2000). Il est chargé de cours puis lecteur au département de mathématiques de l'université de Glasgow (2000-2006), et est recruté comme professeur de mathématiques à l'université d'Édimbourg.
Il est directeur de l'école de mathématiques de l'université d'Édimbourg de 2014 à 2022 au moins, puis prend la tête de la faculté des sciences et de l'ingénierie.

## Prix et distinctions
En 2005, Gordon reçoit le prix Berwick de la London Mathematical Society pour son article « Baby Verma modules for rational Cherednik algebras ». En 2008, il reçoit une bourse de leadership EPSRC de cinq ans pour soutenir ses recherches sur « la structure rigide dans les problèmes non commutatifs, géométriques et combinatoires ». En 2010, il est élu membre de la Royal Society of Edinburgh et figure parmi les conférenciers invités au congrès international des mathématiciens à Hyderabad, où il donne un exposé sur les algèbres de Cherednik rationnelles. En 2014, il remporte le prix Van Heyningen de l'Association des étudiants d'Édimbourg pour l'enseignement des sciences et de l'ingénierie. Depuis 2018, il est le chercheur principal d'une bourse de programme EPSRC de six ans avec Arend Bayer, Tom Bridgeland, Agata Smoktunowicz et Michael Wemyss sur l'« amélioration de la théorie des représentations, de l'algèbre non commutative et de la géométrie ». Il est élu vice-président de la London Mathematical Society en 2019.